# Wonderboom

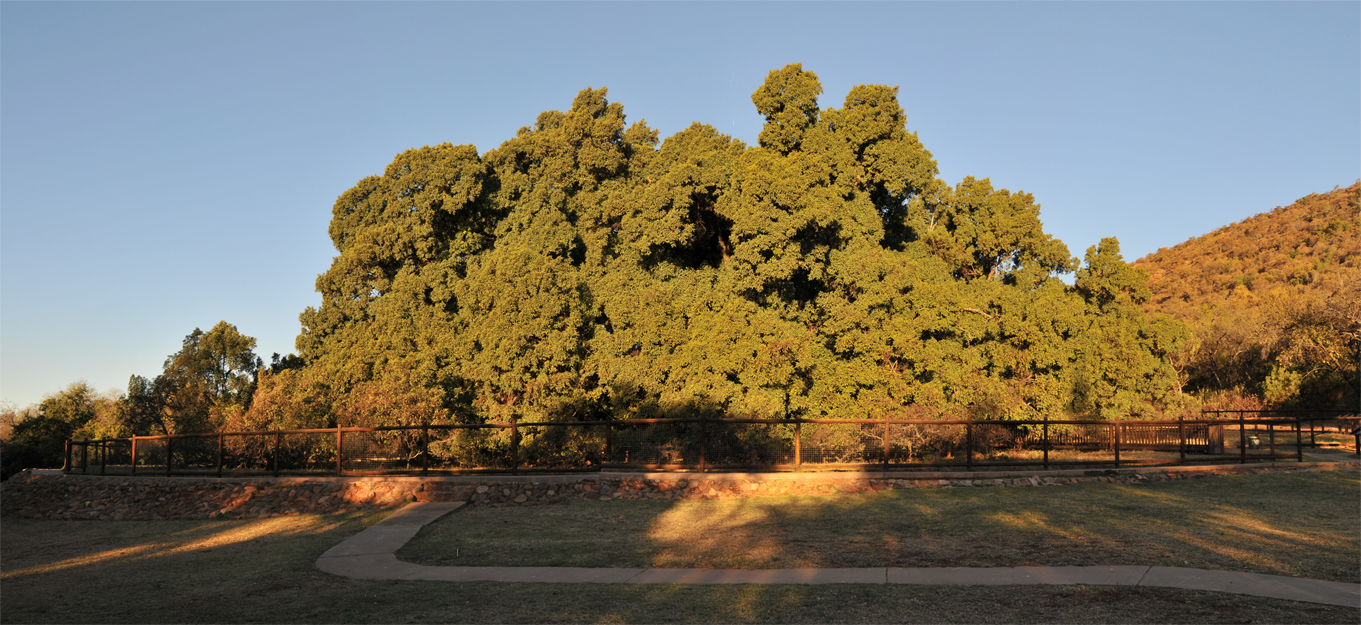
Wonderboom

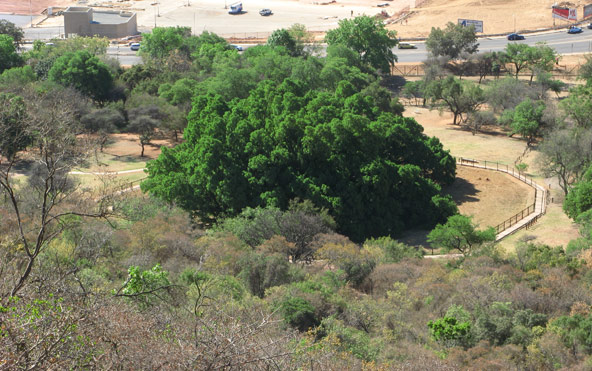
Der Baum vom benachbarten Hang aus gesehen

Der Wonderboom (afrikaans für „Wunderbaum“) ist ein mehr als 1000 Jahre alter Feigenbaum (Ficus salicifolia) im Norden von Pretoria in Südafrika.
Seine Besonderheit besteht darin, dass seine herunterhängenden Äste an den Stellen, an denen sie den Boden berührt haben, neue Wurzeln ausgebildet haben, so dass sich ein Kreis von „Tochterstämmen“ gebildet hat. Der Prozess hat sich fortgesetzt. Der ursprüngliche Stamm, der einen Durchmesser von 5,5 Metern hat, wird heute von zwölf weiteren Stämmen umgeben. Insgesamt hat der Baum einen Durchmesser von 50 bis 60 Metern und eine Höhe von 23 Metern – ungewöhnlich für diese Spezies, die sonst selten höher als zehn Meter wird.
Der Wonderboom wächst am nördlichen Fuß der Magaliesberge, etwa 500 Meter östlich der Stelle, an der diese vom Apies River durchquert werden. Um den Baum herum befindet sich ein kleines Naturreservat, das Wonderboom Nature Reserve.
Seinen Namen hat der Baum seit 1836, als er von Voortrekkern unter Andries Hendrik Potgieter entdeckt wurde.